# Ga Daegok (Daegu)
Ga Daegok là ga cuối của tuyến đầu tiên của đường sắt thành phố Daegu ở Daegok-dong, Dalseo-gu, Daegu, Hàn Quốc.
Nó nằm ở giữa ranh giới của Dalseo-gu Daegok-dong và Dalseong-gun Hwawon-eup Gura-ri. Nó có một lối thoát cho Hwawon-eup Bolli-ri Bolli-jigu Bolli Greenvill. Một kế hoạch mở rộng đã được tiến hành gần đây.

## Liên kết
- (tiếng Hàn) Trạm thông tin mạng Lưu trữ ngày 12 tháng 9 năm 2014 tại Wayback Machine từ Tổng công ty đường sắt cao tốc đô thị Daegu